# Eddyville (Illinois)
Eddyville is een plaats (village) in de Amerikaanse staat Illinois, en valt bestuurlijk gezien onder Pope County.

## Demografie
Bij de volkstelling in 2000 werd het aantal inwoners vastgesteld op 153. In 2006 is het aantal inwoners door het United States Census Bureau geschat op 143, een daling van 10 (-6,5%).

## Geografie
Volgens het United States Census Bureau beslaat de plaats een oppervlakte van 0,7 km², geheel bestaande uit land. Eddyville ligt op ongeveer 217 m boven zeeniveau.

## Plaatsen in de nabije omgeving
De onderstaande figuur toont nabijgelegen plaatsen in een straal van 24 km rond Eddyville.